# Dark and Light
Dark and Light (DnL) est un jeu de rôle en ligne massivement multijoueur développé par NP Cube qui est développé le 5 juin 2006 puis arrêté en 2008, avant de ressortir en accès anticipé le 20 juillet 2017.

## Description
Le jeu est développé par NP Cube et édité par Farlan. Il rassemble plusieurs idées de différents MMORPG, tels que :
- Star Wars Galaxies en ce qui concerne les classes (pas de classe prédéfinie, on les choisit dès le niveau requis atteint) ;
- Ryzom : tout type de compétence a un niveau.

Quant au système de l'artisanat, plusieurs choses entrent en compte :
- le moment où l'objet est créé (heure, jour ou nuit) influence les caractéristiques de ce dernier ;
- les étoiles influencent aussi l'objet créé.

Il intègre l'idée de dieux. Ces dieux influencent le jeu du joueur :
- deux joueurs sous l'influence de deux dieux non « compatibles » peuvent avoir du mal à coordonner leurs actions ;
- de plus, le dieu peut d'une certaine manière aider son adepte.

Il y a deux factions : les Dark et les Light.
La communauté se retourne contre l'équipe de développement avec comme principales protestations :
- l'un des MMO les plus chers à l'achat ;
- des graphismes correspondant peu aux captures d'écrans ;
- un grand nombre de bugs ;
- un monde vide ;
- une interface difficile qui rebute certains joueurs ;
- le jeu ressemble plus à une bêta selon ses détracteurs.

## Darks et Lights?
Il faut comprendre la différence entre Darks et Lights.
Pour cela il faut lire le Ganheptaméron, c'est le livre qui définit le Background de Dark & Light.
Après que la lune fut coupée en deux — à la suite d'une météorite qui l'a percutée —, des cristaux de lune sont retombées sur Ganareth.
Les habitants de ce monde ont utilisé le pouvoir de ces pierres.
Peu à peu, ils ont compris que l'on pouvait distinguer deux types de pierres: des pierres sombres et des pierres dites claires.
Ces pierres ne dégagent pas la même énergie. La magie des pierres sombres est plutôt destructrice, alors que la magie des pierres claires sont plutôt régénératrices.
Les Darks sont donc les personnes utilisant les pierres noires, et les Lights ceux et celles qui utilisaient les pierres blanches.

## Le monde
Le monde de Dark and Light est très grand : 30 fois plus grand que celui de World of Warcraft.
Ce monde, Ganareth, devait théoriquement avoir une superficie de 40 000 km² ce qui correspond à une carte de 200 km de côté, cependant, le manque de joueurs a contraint les développeurs à fermer une moitié de la carte pour augmenter la densité.
Ce monde est divisé en 13 Territoires : 10 Royaumes, des territoires neutres: le territoire Light et le territoire Dark qui sont les zones débutantes, il y a ensuite la capitale Al Drifa qui est un territoire complètement neutre, où aucun combat Dark Vs Light ne peut avoir lieu.
Ces territoires appartiennent aux 9 dieux (le 10e étant le royaume des dieux) et sont divisés en Duchés, Comtés et Baronnies qui peuvent être possédées par des joueurs.
Ces territoires peuvent être contrôlés soit par des Darks, soit par des Lights.

## Procès, arrêt et rachat
En 2007, la société VWorld, fondée par des anciens membres de NP Cube, poursuit l'éditeur pour contrefaçon de logiciel, non-respect des droits d'auteur, concurrence déloyale et parasitisme. Puis l'éditeur poursuit à son tour VWorld pour concurrence déloyale et atteinte à la notoriété. En 2008, la justice déboute NP Cube et le condamne pour l'utilisation de la technologie VWorldTerrain appartenant à la société VWorld.
Les serveurs de jeu sont arrêtés en 2008 sans autre explication. Snail Games rachète la licence du jeu pour en reprendre intégralement le développement, et crée un nouveau moteur de monde (pour remplacer Mafate, qui utilisait la technologie VWorldTerrain). Le projet est d'abord relancé sous le nom Darkness and Light en 2010, puis Savage Horizon en 2012, avant de retrouver finalement son nom d'origine Dark and Light en 2016.